# World Wrestling Council
World Wrestling Council, kurz WWC, ist der Name einer puerto-ricanischen Wrestling-Promotion. Promotoren sind Carlos Colón Sr. und Victor Jovica. WWC besitzt ein wöchentliches TV-Format, das vom Sender WAPA-TV ausgestrahlt wird.

## Geschichte
Die Geschichte der Promotion beginnt 1973, als die Wrestler Carlos Colón und Victor Jovica nach Puerto Rico zurückkehren.

### Gründung der CSP als WWWF-Affiliate
Beide waren seit längeren schon für die US-amerikanische Promotion NWA Capitol Wrestling tätig gewesen und so stellten sie das Banner Capitol Sports Promotions (CSP) auf. Dieses war ein Affiliate der World Wide Wrestling Federation und deren Muttergesellschaft, der Capitol Wrestling Corporation.

### Beitritt zur National Wrestling Alliance
Die CSP war nun ein Entwicklungsterritorium der WWWF und so wurde Gorilla Monsoon, einer der leitenden Angestellten der WWWF, als Miteigentümer eingetragen. Im gleichen Jahr wurde CSP unter dem Banner NWA Puerto Rico eine assoziierte Promotion der National Wrestling Alliance.

### Zusammenarbeit mit der World Wrestling Federation
In den 1980er Jahren war CSP ein Karrieresprungbrett für spätere Top-Stars der World Wrestling Federation. So war Bret Hart eine Zeit lang für diese Promotion tätig, als er die väterliche Promotion in Richtung WWF verließ und in diesem Jahrzehnt zog sich Monsoon aus der CSP zurück.

### Re-Organisierung in „World Wrestling Council“ und die Zusammenarbeit mit World Wrestling Entertainment
1995 wurde CSP in World Wrestling Council reorganisiert und die WWC verließ die NWA. Ab 1999 trat die Promotion in Konkurrenz zur I. W. A. Puerto Rico.
Die guten Verbindungen der Promotion zu World Wrestling Entertainment bestehen bis heute. So entstammen die WWE-Superstars Carlito und Primo der WWC und treten regelmäßig mit anderen WWE-Stars dort auf.
Auch der ehemalige WWF-Superstar Scott Hall war eine Zeit lang bei WWC verpflichtet und wurde von dieser auf sein mögliches Wrestling-Comeback vorbereitet.

## Liste der amtierenden Champions
| Championship(s)                     | Amtierende(r) Champion                         | Datum des Titelgewinns |
| ----------------------------------- | ---------------------------------------------- | ---------------------- |
| WWC Universal Championship          | Carlito Caribbean Cool                         | 6. Dezember 2014       |
| WWC Puerto Rican Championship       | Chicano                                        | 6. Dezember 2014       |
| WWC Tag Team Championship           | Los Boricuas (Miguel Pérez & Huracan Castillo) | 6. Dezember 2014       |
| WWC Junior Heavyweight Championship | Samuel Adams                                   | 8. November 2014       |

## Inaktive Titel
| Championship(s)           | Letzter Champion | Datum des Titelgewinns |
| ------------------------- | ---------------- | ---------------------- |
| WWC Hardcore Championship | Sabu             | Dezember 2003          |
| WWC Women’s Championship  | La Morena        | 5. Februar 2011        |